# Philotheca brucei
Philotheca brucei är en vinruteväxtart. Philotheca brucei ingår i släktet Philotheca och familjen vinruteväxter.

## Underarter
Arten delas in i följande underarter:
- P. b. brevifolia
- P. b. brucei
- P. b. cinerea